# Dunkelroter Wolfs-Täubling
Der Dunkelrote  oder Dunkle Wolfs-Täubling (Russula fuscorubra, Syn.: Russula torulosa var. fuscorubra) ist ein Pilz aus der Familie der Täublingsverwandten. Er wird heute nur noch als Varietät des Wolfs-Täublings (Russula toluosa) angesehen.

## Merkmale

### Makroskopische Merkmale
Der 6–8 cm breite Hut ist fleischig und fest. Er ist zuerst konvex, dann flach oder ausgebreitet und nur leicht niedergedrückt. Der Rand ist stumpf, abgerundet und ziemlich eingebogen. Im Alter ist er undeutlich gerieft. Die bei Feuchtigkeit glänzende Huthaut ist nur wenig abziehbar (maximal bis zu 1/3 des Radius). Die Oberfläche ist oft unregelmäßig und uneben. Der Hut ist lilaviolett, dunkelviolett, purpurrot gefärbt. Die Mitte ist oft fast schwärzlich, der Hut kann fast einheitlich gefärbt sein oder am Rande mehr rötlich gezont sein. Seltener findet man auch Exemplare mit gelblicher Zone wie beim Jodoform-Täubling.
Die dünnen, fast gedrängt bis leicht entfernt stehend Lamellen sind ausgebuchtet angewachsen (sinuat) oder laufen leicht am Stiel herab. Sie sind cremefarben, später dunkelocker gefärbt und manchmal zum Rand hin violett überlaufen. Das Sporenpulver ist ockerfarben (IIIb, IIIc nach Romagnesi).
Der Stiel ist so lang oder länger als der Durchmesser des Hutes (4) 5–7 (9) cm. Er ist rosa-violett oder mehr oder weniger lila überlaufen, oben ist er oft hellgrau. Insgesamt ist er stärker purpurn getönt als der Wolfs-Täubling oder er ist mehr oder weniger ockergelb. Oft ist er körnig oder unterbrochen punktiert oder auch fast rötlich netzig gezeichnet wie der Stachelbeer-Täubling.
Das feste, weiße Fleisch kann im Stiel leicht gelblich bis grünlich verfärbt sein. Es hat einen fruchtigen Geruch, riecht aber nicht nach Apfel und schmeckt sehr scharf. Die Eisensulfat-Reaktion ist schwach und langsam. Auch die Guajakreaktion
ist negativ oder nur schwach ausgeprägt.

### Mikroskopische Merkmale
Die eiförmigen Sporen sind 8–9 µm lang und 6,5–7,5 µm breit. Sie sind warzig bis pustulös, wobei die Warzen oft gratig oder kettenartig miteinander verbunden sind. Die meist halbkugelförmigen oder kurz konischen Warzen sind 0,37 µm oder sogar 0,75 µm hoch. Der Apiculus misst 1–1,5 × 1–1,35 µm. Der Hilarfleck ist unregelmäßig oder abgerundet und etwa 2,75–3,75 µm lang und 1,25–2,5 µm breit. Er ist am Rand manchmal kleinwarzig, aber deutlich amyloid.
Die Basidien sind 43–50 µm lang und 8–11,5 µm breit. Die spindelförmigen, fast bauchigen Zystiden sind (65–) 100–120 µm lang und (7,5–) 12–15 µm breit. Sie sind dickbäuchig, selten stumpf oder zylindrisch. Sie färben sich in Sulfovanillin schwarz an.
Die Huthauthyphen sind kurz gegliedert und 3–4 µm breit. Die 6–12 µm breiten Pileozystiden sind zylindrisch, stumpf spindlig oder stumpf und recht voluminös. Sie sind meist unseptiert. Die Subcutis enthält zahlreiche Laticiferen.

## Ökologie und Verbreitung
Der Dunkelrote Wolfs-Täubling ist wie alle Täublinge ein Mykorrhizapilz, der vor allem mit Fichten eine Symbiose eingeht. Man findet den Täubling in neutralen oder kalkreichen Kiefern- oder Fichtenwälder, besonders im Bergland.

## Systematik

### Infragenerische Systematik
Der Dunkelrote Wolfs-Täubling wird heute nur noch als Varietät des Wolfs-Täublings angesehen. Zusammen mit diesem steht er nach Bon in der Untersektion Sanguinae, die innerhalb der Sektion Firmae steht. Diese Untersektion vereinigt scharf schmeckende Täublinge mit roten bis violetten Hüten und creme- bis ockerfarbenem Sporenpulver.

### Unterarten und Varietäten
- Russula fuscorubra var. major Nicolaj  (1976)

Praktisch gleich wie der Typus, aber robuster und größer. Zweifarbig mit mehr oder weniger verwaschenem Rand und schwarzer Mitte. Einige Aufsammlungen sind fast völlig schwärzlich. Der Geruch ist schwach fruchtig und die Sulfoformolreaktion positiv. Das Sporenpulver ist dunkel cremefarben bis hellocker. (IId–IIIa nach Romagnesi)
- Russula fuscorubra fo. olivovirens  Blum

Der Stiel ist mindestens so lang, wie der Hut breit ist. Der Geruch ist schwach oder fehlend. Die Farben sind stumpf oder trüb und erinnern an den Zitronentäubling oder sie sind mehr oliv, ockergelb mit einem Hauch von grünlich, grünlich-ocker oder gelblich-grün bis verwaschen gelblich. Manchmal ist auch der Stiel grünlich überlaufen. Die Lamellen sind dick und fühlen sich fast speckig an. Die Sporen haben 0,5 (1) µm hohe Warzen, die teils gratig und teils netzig verbunden sind. Die Form liebt neutrale Böden und kommt in Kiefern- oder Fichtenwäldern vor.

## Bedeutung
Wie alle scharf schmeckenden Täublinge ist der Dunkelrote Täubling nicht essbar.